# Лемболовско језеро
Лемболовско језеро (рус. Лемболовское озеро; фин. Lempaalanjärvi) моренско је језеро на северозападу европског дела Руске Федерације. Налази се на територији Всеволошког рејона, на северозападу Лењинградске области. Географски се налази у централном делу Лемболовског побрђа, на подручју Карелијске превлаке. Припада басену језера Ладога.
Језерска акваторија обухвата територију површине 12,5 км², а површина језера лежи на надморској висини од свега 49 метара. Јако је издужено у смеру север-југ (дужина 9,7 километара), док максимална ширина не прелази 2 километра. Обале су јако разуђене и окружене су живописним брежуљцима обраслим шумама. Језеро је подељено на две целине које су међусобно повезане плитком протоком. Дубине језера постепено расту идући ка северу, од свега 1,5 метара у јужном, до максималних 8,3 метара у северном делу. Површина сливног подручја Лемболовског језера је 316 км².
У језеро се уливају реке Грузинка (16 км), Муратовка (14 км), Ројка (2,1 км), Киварин (12 км) и још 4 потока, док је једина отока река Вјун (дужине 44 км) преко које је језеро повезано са басеном Ладоге.